# Enregistrament
|  | Per a altres significats, vegeu «enregistrament i reproducció del so». |

Un enregistrament o gravació és un procediment que permet la fixació i l'emmagatzematge d'una informació qualsevol en un suport material adequat, per a la seva conservació i la seva reproducció en un moment determinat. En informàtica, l'enregistrament es refereix a l'element d'un fitxer que d'acord amb una convenció es correspon amb una part concreta de la informació. Així, en aquest cas es refereix al resultat del procés, també denominat "enregistrament".
Segons la informació a enregistrar, el suport emprat i l'aparell reproductor poden existir diversos tipus d'enregistraments. Si ens fixem en el tipus d'informació a enregistrar, aleshores, si es tracta de so, es pot emprar el disc fonogràfic, el disc compacte, el fil magnètic o la cinta magnètica. Si es tracta d'enregistrar una imatge, llavors se sol utilitzar la cinta cinematogràfica en cinematografia i fotografia, i la cinta magnètica en televisió. Pel que fa a la informàtica, l'enregistrament de dades i senyals es fa mitjançant targetes i cintes perforades, cintes i discs magnètics i discs òptics. I segons el procediment emprat, l'enregistrament pot ser mecànic, a base d'un solc espiral o per perforacions fetes seguint un cert codi, magnètic (això passa amb el magnetòfon o el videògraf) i òptic. Una altra manera de classificar els enregistraments seria tenint en compte les distintes necessitats d'utilització de la informació enregistrada i la diversitat dels aparells emprats per a la seva reproducció, segons quines siguin les possibilitats d'accés a la informació enregistrada. Aleshores es podria considerar l'enregistrament d'accés manual o bé automàtic. També es pot distingir entre enregistrament analògic o digital.